# Envelop (briefomslag)

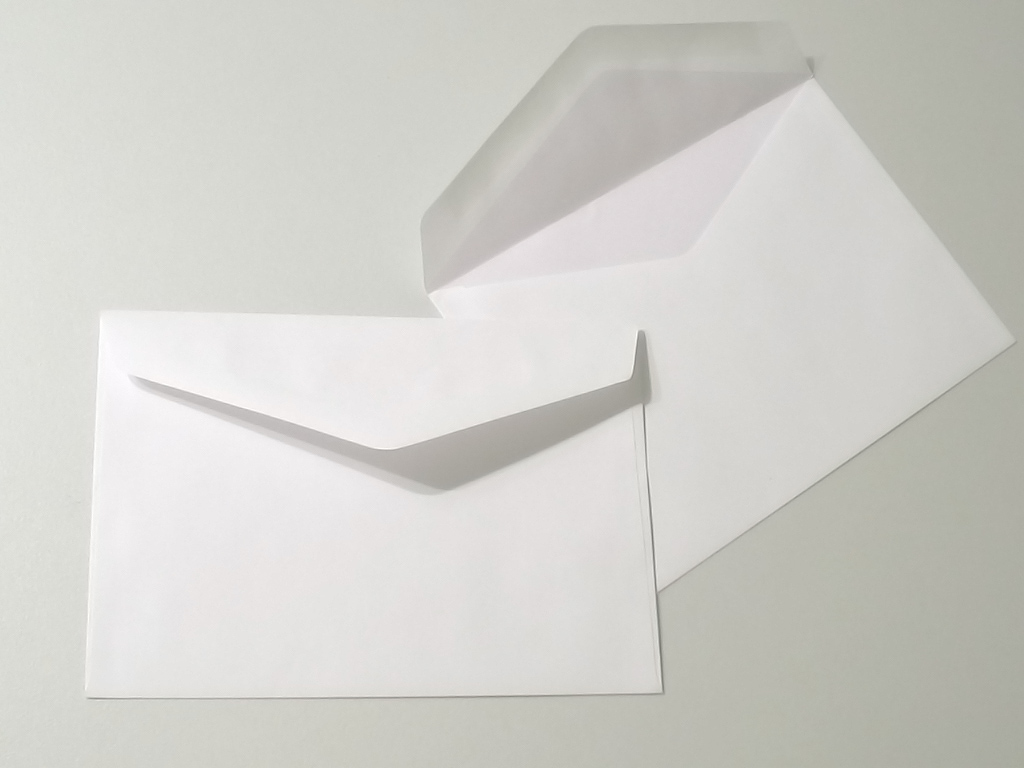
Twee enveloppen

Een envelop (ook enveloppe, briefomslag of omslag) is het (meestal papieren) omhulsel van bijvoorbeeld een brief of wenskaart. Een ouder synoniem is couvert.

## Algemeen
Op de voorzijde van een envelop schrijft of print de afzender de naam en het adres, bestaande uit straatnaam, huisnummer, postcode en plaatsnaam, van de geadresseerde, de ontvanger. Vaak wordt dit alles eerst op een etiket geprint, wat vervolgens op de envelop wordt geplakt. Met sommige printers kan het adres echter ook direct op de envelop worden geprint. Op de achterzijde kan de afzender zijn eigen naam en adres noteren, of postcode en huisnummer. Dit is niet verplicht, maar biedt onder andere het voordeel dat bij bezorgproblemen de brief eventueel aan de afzender geretourneerd kan worden zonder de brief te hoeven openen. Lang niet iedereen heeft deze gewoonte.
Voor het frankeren van de brief worden een of meerdere postzegels in de rechterbovenhoek aan de voorzijde van een envelop geplakt of wordt er een stempel van een frankeermachine op geplaatst. In sommige gevallen is frankeren niet nodig, met name als er van een antwoordnummer gebruik wordt gemaakt. Een envelop kan meestal worden dichtgeplakt doordat er een plakrand met gom is aangebracht op de sluitflap. Door bevochtiging met speeksel of water wordt de gom weer plakkend. Ook zijn er enveloppen die met een hechtstrip dichtgeplakt kunnen worden. Dit is gebruiksvriendelijker, maar levert wel extra afval op in de vorm van een kunststof beschermstripje.
Enveloppen zijn er in vele vormen, kleuren en formaten. Sommige soorten enveloppen hebben een doorzichtig venster, zodat het adres op de inhoud kan worden geplaatst in plaats van op de envelop zelf. Er zijn enveloppen met een binnenbedrukking om leesbaarheid van de inhoud van buitenaf (door de envelop tegen het licht te houden) tegen te gaan. Om cd's of breekbare zaken te versturen zijn er enveloppen in diverse formaten, die met bubbeltjesplastic zijn bekleed aan de binnenzijde (ook wel bubbeltjesenvelop genoemd). Voor officiële documenten of het versturen van A4 stukken worden zogeheten akte-enveloppen gebruikt.
Voor gebruik binnen een groot bedrijf zijn er interne enveloppen met een groot aantal vakjes om een adres in te vullen. Dergelijke interne enveloppen kunnen steeds weer opnieuw worden gebruikt door het oude adres door te strepen en een nieuw adres in het volgende vakje te schrijven. Bij extern gebruik zou een dergelijke envelop onbeleefd zijn, maar binnen het bedrijf heeft men afgesproken dat het geoorloofd is.

## Geschiedenis
Het woord envelop, afgeleid van het Franse woord envelopper betekent omhullen of omsluiten. 

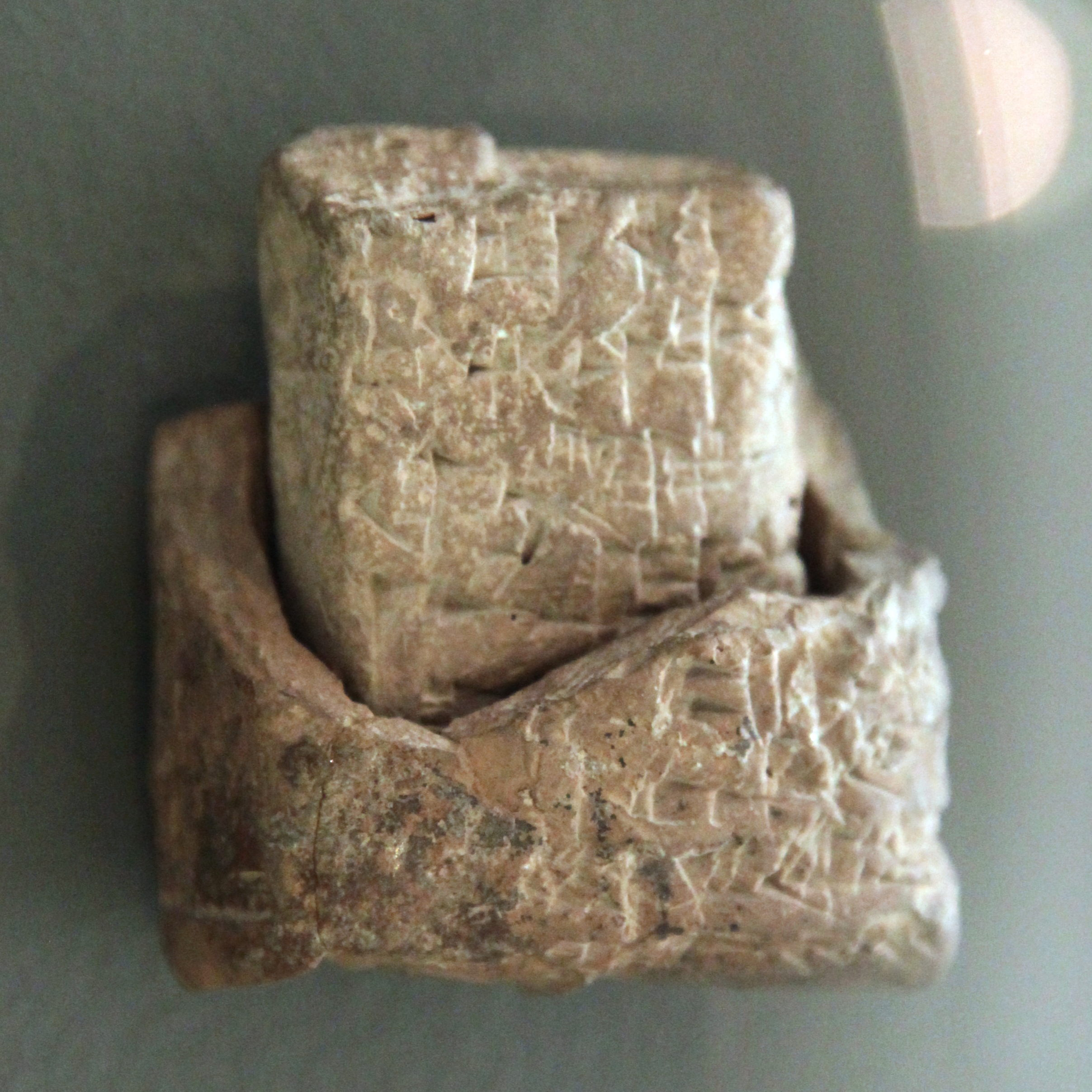
Cuneiforme tablet and enveloppe-MAHG 16161-IMG 9478

De geschiedenis van de envelop begint 2000 jaar voor Christus. Kleiblokken, huiden en papyrus werden toen gebruikt als envelop. In verschillende culturen ontstonden omhulsels ter bescherming van de brief, maar ook om ervoor te zorgen dat alleen de geadresseerde de brief zou lezen. In Nederland ontstond in de loop van de 17e eeuw de gewoonte om zeer persoonlijke brieven op een bijzondere wijze de vouwen, al dan niet volgens afspraak tussen de briefschrijver en de geadresseerde, en eventueel ook te verzegelen. Wie wilde voorkomen dat anderen -dus niet de geadresseerde- de brief onrechtmatig gingen lezen, die vouwde zijn brief zodanig dat de brief stuk getrokken wordt wanneer de ander de brief opende. Ook schijnt het dat er een gebruik bestond -onder bepaalde beroepsorganisaties- om hun brieven op een eigen manier binnen de beroepsgroep te vouwen.  

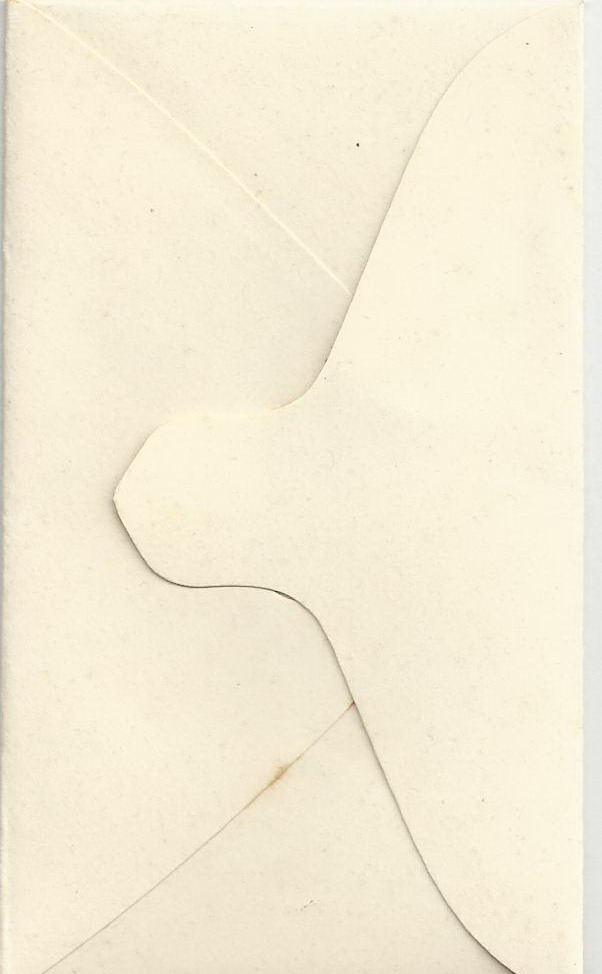
Enveloppe papier 85 × 48 mm, is circa 1898 gemaakt door de Boek- en Steendrukkerij B. van Mantgem, voorheen Muntplein 9 te Amsterdam

Aanvankelijk werden de enveloppen niet in standaard afmetingen gemaakt, zoals nu het geval is.
Met de ontwikkeling van papier werd in de 19e eeuw ook de envelop gemeengoed. De Brit Bewer bracht in 1835 de eerste enveloppen in de handel. Aan het eind van de 19e eeuw ontstond een begin met standaardisatie in de vorm van benamingen met daar aan gekoppelde afmetingen, zoals
- de Billet        (95  × 120 mm),
- de Kwarto        (125 × 155 mm),
- de Groot kwarto  (130 × 165 mm),
- de Cabinet       (105 × 230 mm),
- de Klein cabinet (100 × 190 mm) ook wel de directie-enveloppe genoemd.

Daarnaast ontstond er in dezelfde voornoemde perioden een tweede soort enveloppen, zoals:
- de dienstenveloppe, een grote gele enveloppe met de sluiting aan de lange kant (de portefeuille-sluiting). Deze werd uitgevoerd in wel 25 verschillende afmetingen, variërende van 115 × 195 mm tot 185 × 280 mm.
- de acte-enveloppe, een lange smalle met de sluiting aan de korte kant (de zaksluiting). Deze werd uitgevoerd in twaalf verschillende afmetingen, variërende van 150 × 235 mm tot 230 × 350 mm en kon ook uitgevoerd worden met een patentsluiting (koperen sluiting) of met een koordsluiting.

Ten slotte ontstonden er in de loop van de 20e eeuw de vensterenveloppen, de loonzakjes (al of niet bedrukt) en de monsterenveloppen (al of niet gegomd). 
In de tweede helft van de twintigste eeuw zien we de invoering van de envelopformaten volgens ISO 269 en DIN 678:
| Code  | Afmeting [mm] | Wat past erin?                       | Opmerking       |
| ----- | ------------- | ------------------------------------ | --------------- |
| E4    | 280 × 400     | B4 vel                               |                 |
| EA4   | 220 × 312     | A4 vel                               |                 |
| EA 5  | 156 × 220     | A4 dubbel gevouwen → A5              |                 |
| B4    | 250 × 353     | C4 envelop                           |                 |
| B5    | 176 × 250     | C5 envelop                           |                 |
| B6    | 125 × 176     | C6 envelop                           |                 |
| C3    | 324 × 458     | A3 vel                               |                 |
| C4    | 229 × 324     | A4 vel                               |                 |
| C5    | 229 × 162     | A4 dubbel gevouwen → A5              |                 |
| C6/C5 | 114 × 229     | A4 'long' gevouwen → een derde A4    | volgens DIN 678 |
| DL    | 110 × 220     | A4 in drieën gevouwen → een derde A4 | DIN Long        |
| C6    | 114 x 162     | A4 kwarto gevouwen → A6              |                 |
| C7/C6 | 81 × 162      | A5 'long' gevouwen                   |                 |

Vensterenveloppen volgens DIN 680:
|                     | Code             | Maat/ positie                                                         |
| ------------------- | ---------------- | --------------------------------------------------------------------- |
| Venstergrootte      |                  | 90 × 45 mm                                                            |
| Horizontale positie |                  | 20 mm van linkerkant van envelop                                      |
| Verticale positie   | C6/C5, DL, C6 C4 | 15 mm van onderkant van envelop 27 of 45 mm van bovenkant van envelop |

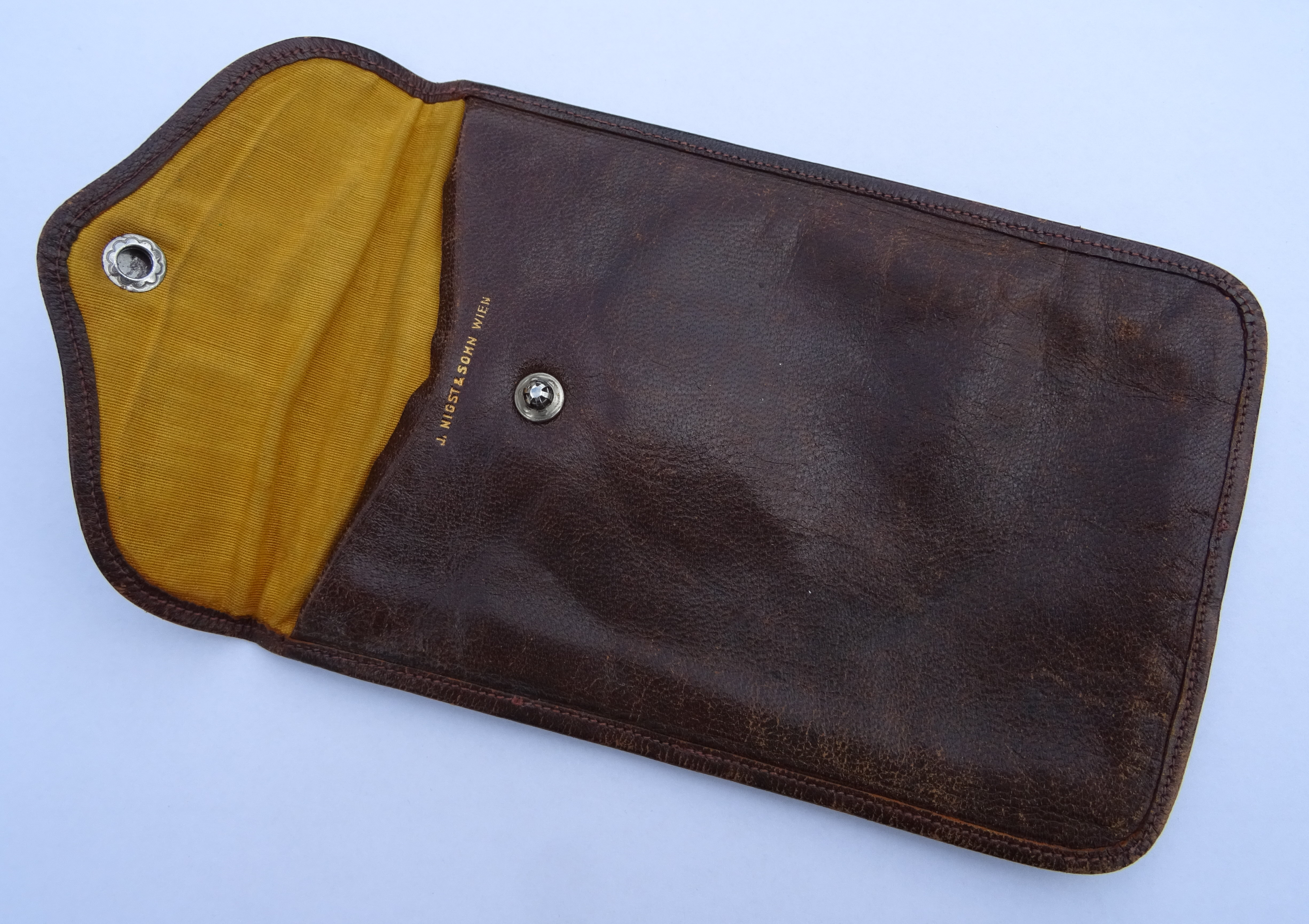
Enveloppe leder 120 × 160 mm, gemaakt door J Nigst & Son uit Wenen voor persoonlijk transport van vertrouwelijke correspondentie

- Bron voor de geschiedenis: Een korreltje warenkennis en een snufje theorie door B.W. van der Veer, uitgave in het kader van de Bibliotheek voor kantoorboekhandelaren, Hilversum, 1947.
- Dagblad Trouw, 8 maart 2021: "Geheimen van verzegelde brieven" door Eric Brassem, Redaktie Binnenland.